# Île Neupokoev
L'île Neupokoev (en russe : остров Неупокоева) est une île située dans la mer de Kara, dans le district autonome de Iamalo-Nénétsie, au nord de la Russie.

## Géographie

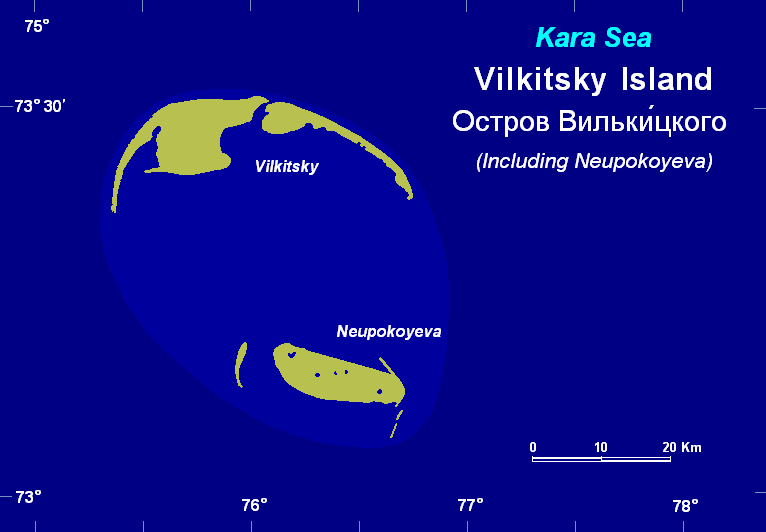
Vilkitski et Neupokoev

Située à 50 km au nord de la péninsule de Gydan dans le golfe de l'Ienisseï à 30 km au sud de Vilkitski et à l'est-nord-est de l'île Chokalski, elle s'étend sur environ 20 km de longueur pour une largeur approximative de 6,5 km.
Les parties ouest et est de l'île ont un nombre important de lacs, de marécages et de ruisseaux. Les régions centrales comportent des collines dont la plus haute atteint l'altitude 29 m. L'île est entourée de bancs de sable.
Elle fait partie de la Réserve naturelle du Grand Arctique.

## Histoire
Elle a été nommée en l'honneur du navigateur russe Konstantin Neoupokoïev (ru) (1884—1924).